# حق شهرت
حق شهرت (به انگلیسی: right of publicity) یک حق عمومی در مالکیت فکری است و به حق ذاتی هر انسان در کنترل استفادهٔ تجاری از هویتش گفته می‌شود. این حق شامل همهٔ مواردی چون استفاده از نام افراد، تصویرشان، شباهتشان و دیگر جنبه‌های صریح هویت افراد می‌شود. این حق به عنوان یک حق مالکیت دسته‌بندی می‌شود و در نتیجه برخلاف حقوق شخصی که پس از مرگ افراد از بین می‌روند، پس از مرگ نیز ادامه پیدا می‌کند که کیفیت آن بسته به حوزهٔ قضایی مورد بحث ممکن است متفاوت باشد.
در حقوق ایران، این حق به شهرت ترجمه شده‌است. برخی از نویسندگان از آن با عنوان حق جلوت نیز یاد کرده‌اند. این معادل یابی، هنوز مورد استقبال قرار نگرفته‌است.